# Juan Pedro Juárez Meléndez
Juan Pedro Juárez Meléndez (ur. 26 czerwca 1951 w San Pedro Tlalcuapán) – meksykański duchowny rzymskokatolicki, od 2006 biskup Tula.

## Życiorys
Święcenia kapłańskie przyjął 9 sierpnia 1975 i został inkardynowany do diecezji Tlaxcala. Po święceniach został ojcem duchownym niższego seminarium, zaś w 1978 został jego wicerektorem. W 1983 objął funkcję rektora wyższego seminarium. Od 1986 wikariusz generalny diecezji (zaś w latach 1989-1991 jej administrator).
12 października 2006 został mianowany biskupem diecezji Tula. Sakry biskupiej udzielił mu 26 listopada 2006 bp Jacinto Guerrero Torres.